# Кленове (Ніжинський район)
Клено́ве — село в Україні, у Макіївській сільській громаді Ніжинського району Чернігівської області. Населення становить 47 осіб. Орган місцевого самоврядування до 2015 року — Ганнівська сільська рада, з 2015 року — Макіївська сільська рада. Село входить до Ганнівського старостинського округу Макіївської громади.
В списках населених пунктів Лосинівського району Чернігівської губернії за 1924 рік відсутнє. На карті 1935 року позначене як Григорівка. Можливо засноване в період колективізації 1929-1930 рр.
В зв'язку з адміністративно-територіальною реформою 1 вересня 2015 року було створено Макіївську сільську об'єднану територіальну громаду, до якої приєдналось і Кленове.